# Elezioni presidenziali ad Haiti del 2000
Le elezioni presidenziali ad Haiti del 2000 si tennero il 26 novembre.

## Risultati
| Candidati              | Partiti                                 | Voti      | %     |
| ---------------------- | --------------------------------------- | --------- | ----- |
| Jean-Bertrand Aristide | Fanmi Lavalas                           | 2 632 534 | 91,67 |
| Arnold Dumas           | Indipendente                            | 56 678    | 1,97  |
| Evan Nicolas           | Unione per la Riconciliazione Nazionale | 45 441    | 1,58  |
| Serge Sylvain          | Indipendente                            | 37 371    | 1,30  |
| Calixte Dorisca        | Indipendente                            | 36 233    | 1,26  |
| Jacques Philippe Dorce | Indipendente                            | 32 245    | 1,12  |
| Paul Arthur Fleurival  | Indipendente                            | 31 100    | 1,08  |
| Totale                 | Totale                                  | 2 871 602 | 100   |